# Дандыбай
Дандыбай — могильник эпохи бронзы и раннего железа. Находится на правом берегу р. Шерубай-Нура, в 60 км к юго-западу от г. Караганды, на месте бывшего аула Дандыбай. 
В 1947—1948 годах Дандыбай был исследован Центрально-Казахстанской археологической экспедицией (рук. А.Маргулан). В комплексе преобладают памятники андроновской культуры, в южной части Дандыбая расположена обособленная группа каменных оградок, отличающихся от андроновских квадратной формой и большей величиной. В 1933 году Дандыбай обнаружен экспедицией Государственной академии Истории материальной культуры СССР (рук. П. С. Рыков), которая обследовала 8 памятников: 6 из них относятся к эпохе бронзы, 2 («курганы с усами») — к эпохе раннего железа. Памятники в виде каменных оград. При раскопках комплекса интересные результаты дала одна из оград. Её устройство совпадает с конструкцией других погребальных сооружений эпохи поздней бронзы Центрального Казахстана. В плане ограда представляет двойной концентрический квадрат. В самом центре квадрата находится погребальная камера. Внутренние стены ограды опущены в яму глубиной 1,2 м и облицованы кладкой из бутового камня в два ряда. Размеры внутренней стены 5,2×5,2 м, высота кладки до 2 м, толщина 0,8 м. Внешняя стена сложена из продолговатых камней, уложенных тычком в один ряд. Её размеры 9×8 м, толщина кладки около 0,5 м, высота 0,7 м. Между внешними и внутренними стенами образован обходной коридор шириной около 3 м. Судя по другим памятникам коридор имел значение алтаря. Здесь совершался обряд поклонения огню и жертвоприношения в честь умершего. На внутреннем квадрате держалась бревенчатая крыша в форме усеченной пирамиды. Она сохранилась фрагментарно. Высота внутреннего пространства от пола до потолка около 2 м. Могильник разграблен. Скелет человека находился в полном беспорядке. Па дне камеры прослежены остатки жертвенной пищи в виде костей животных. Найдены черепки 12 сосудов, два бронзовых наконечника стрел, каменное орудие миндалевидной формы. Керамические сосуды разнообразны по форме: кубки, чаши, кувшины. Некоторые сосуды отличаются строгостью формы, изяществом, внешняя поверхность лощеная с глянцем, на ней нанесен орнамент из спиральных линий. Обряд погребения, форма оград, посуда позволяют отнести Дандыбай к нуринскому этапу культуры. 